# Heinrich Weltring

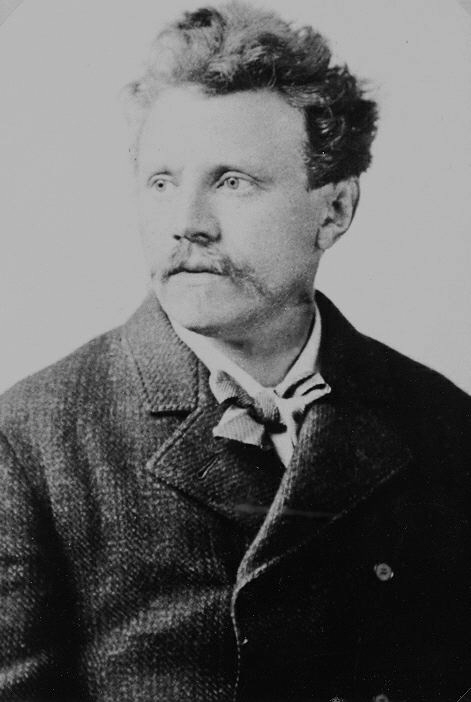
Der junge Heinrich Weltring

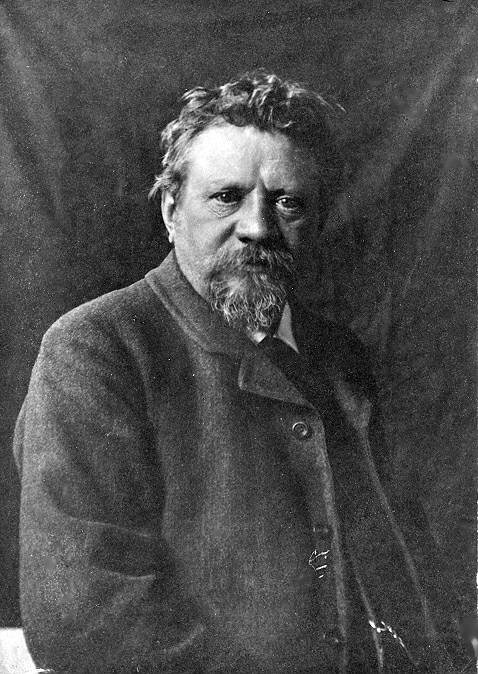
Heinrich Weltring im Alter

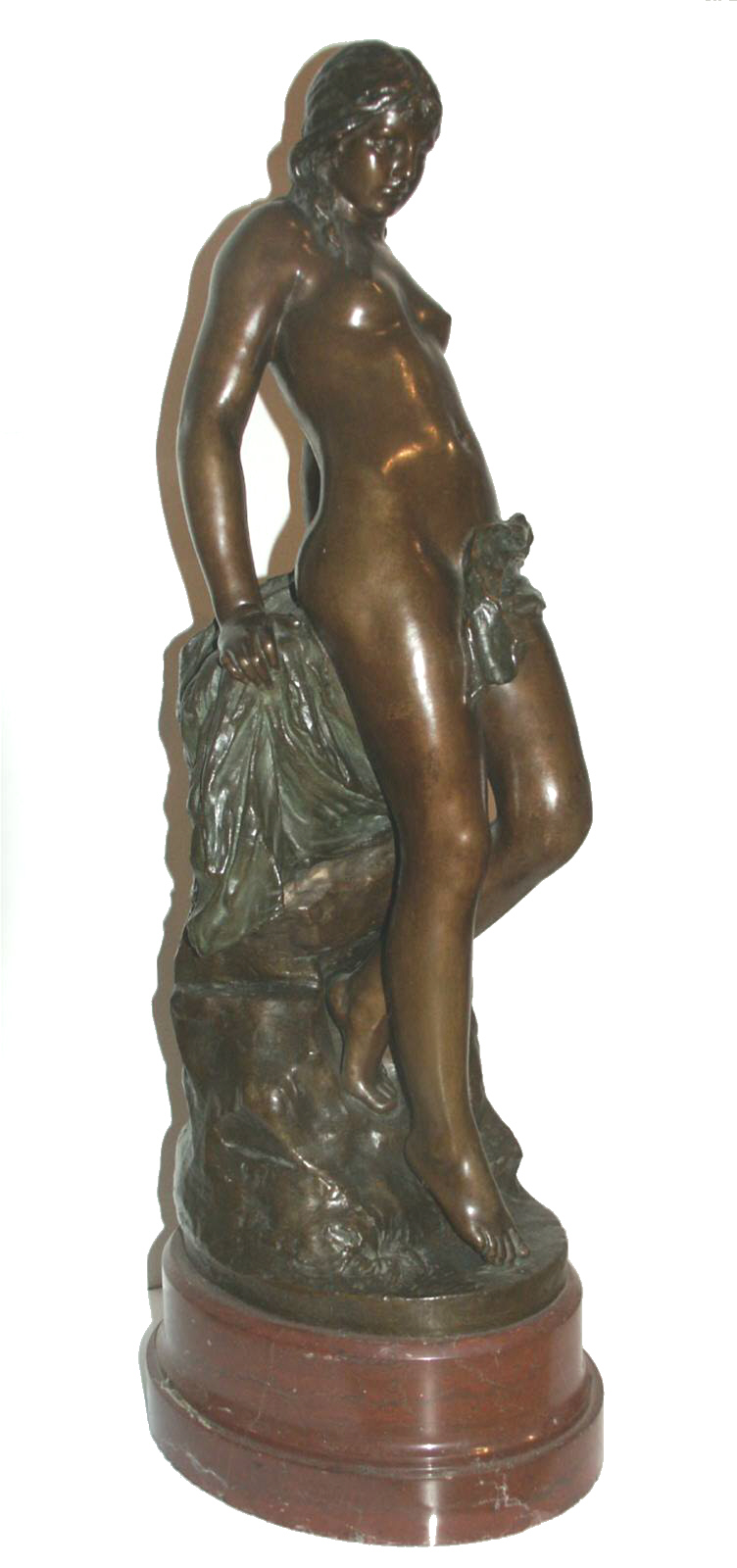
Nymphe 1883 (Bronze)

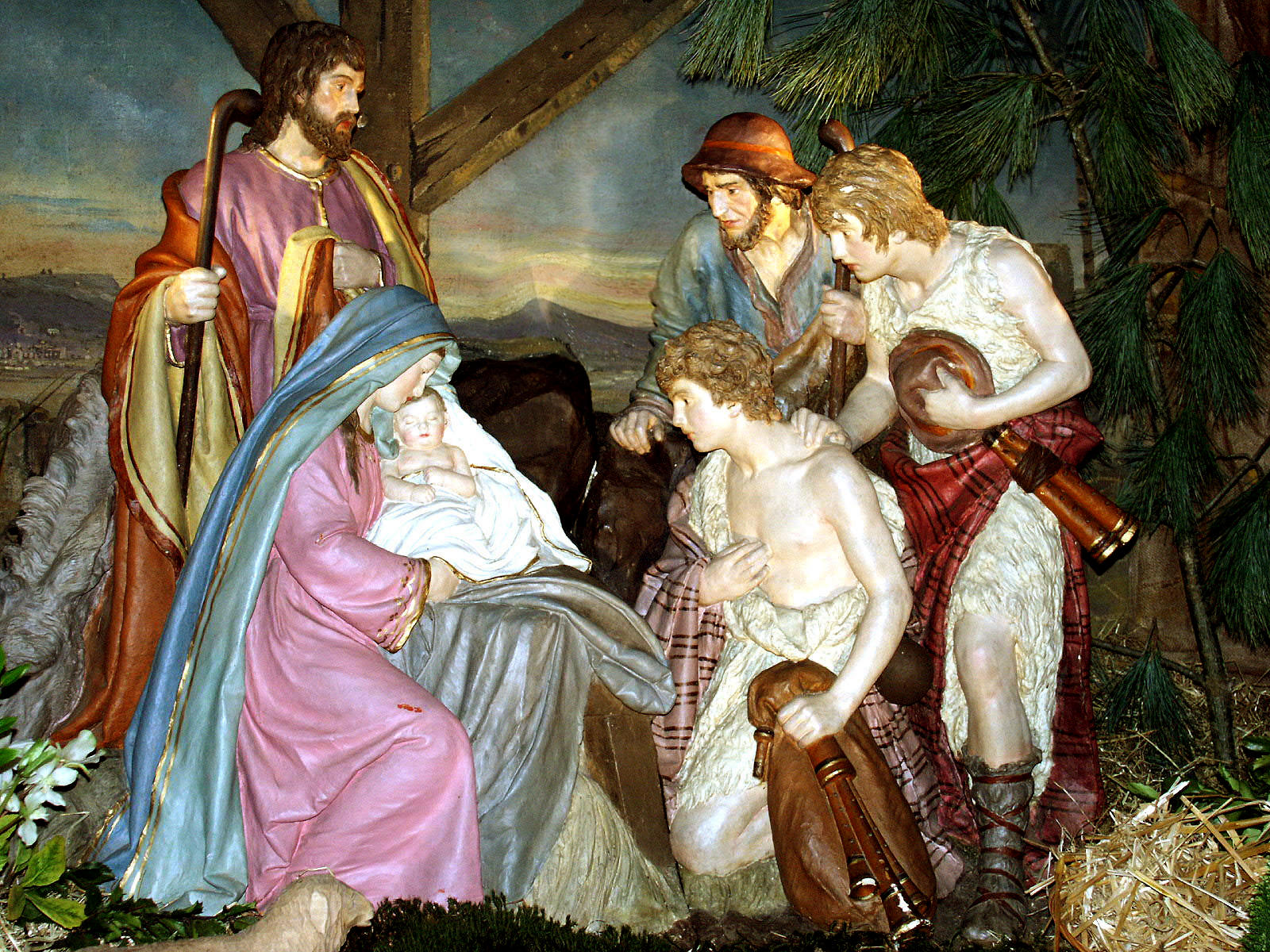
Lünner Krippe

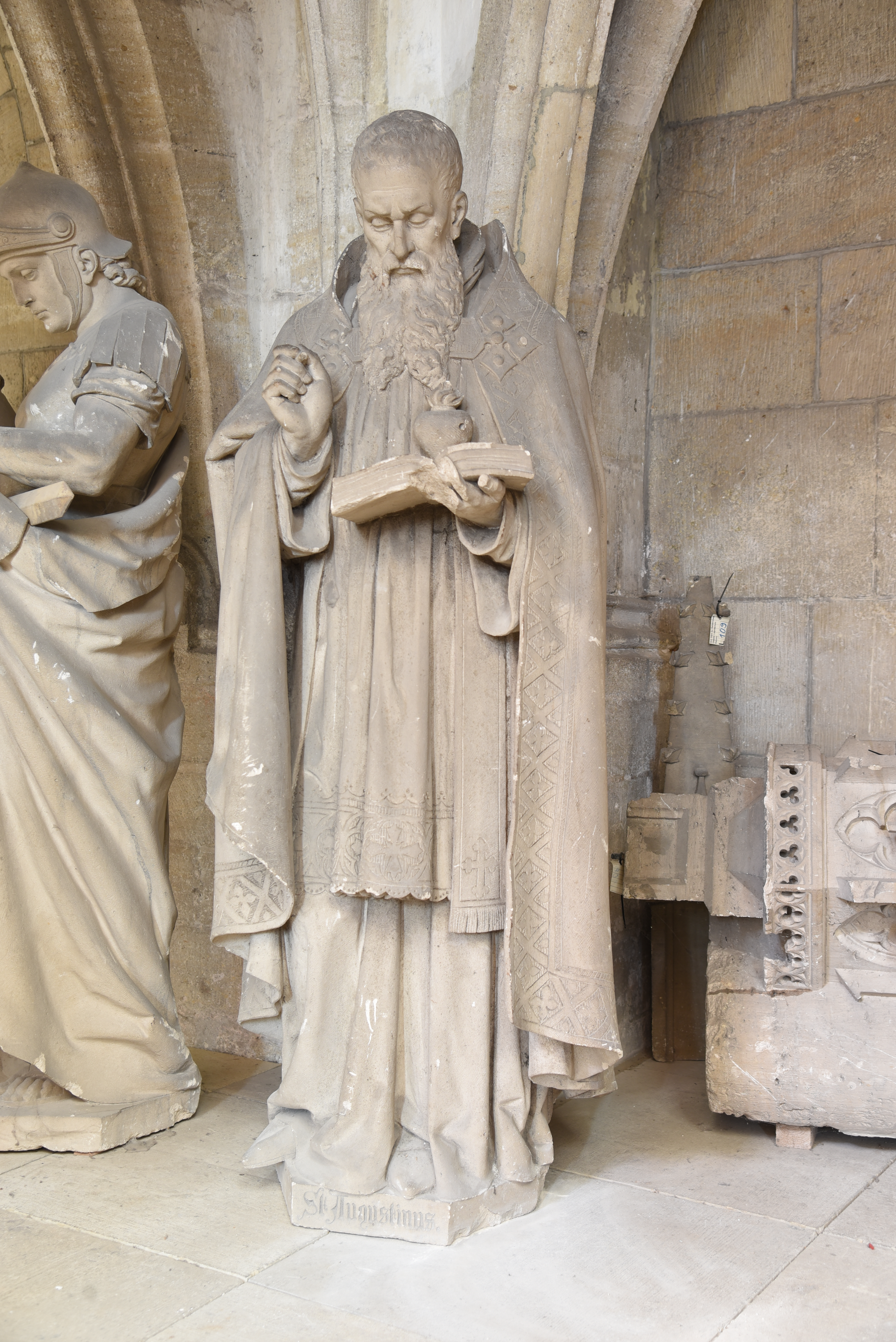
Hl. Augustinus im Dom zu Halberstadt (1879–1880)

Heinrich Weltring (* 18. April 1847 in Baccum bei Lingen (Ems); † 24. Mai 1917 in Thuine) war ein deutscher Bildhauer, der mit sehr unterschiedlichen Materialien arbeitete und insbesondere bei Frauengestalten Werke von eindrucksvoller Schönheit und Anmut schuf.

## Kindheit und Jugendzeit
Heinrich Weltring wuchs als Ältestes von fünf Kindern in ärmlichen Verhältnissen auf dem kleinen Bauernhof Varelmann in Baccum auf. Der aus Messingen stammende Vater Hermann Martin Weltring, geborener Wobbe, heiratete in Baccum am 11. August 1846 Anna Maria Weltring, die Erbin des Hofs in Baccum war. Der Vater starb bereits mit 42 Jahren, und die Mutter bewirtschaftete den Hof mit ihren unmündigen Kindern alleine weiter. Heinrich war zu diesem Zeitpunkt gerade acht Jahre alt. Um etwas Geld für die Familie zu verdienen, verdingte er sich nach der Schulzeit als Knecht auf dem Hof seines Onkels Clemens Sentker, geb. Weltring, im Ortsteil Ramsel. Als auch die Mutter 1868 im Alter von 42 Jahren starb, versuchte der damals 21-Jährige zunächst, den Hof mit seinen vier Geschwistern weiter zu bewirtschaften.
Heinrich Weltring soll schon als Junge häufig figürliche Darstellungen aus Holz angefertigt haben. Seine Begabung zum Schnitzen wurde auch dem Pastor Caspar Ludwig Schriever (1832–1905) aus Plantlünne bekannt. Mit dessen Unterstützung konnte Heinrich Weltring mit 23 Jahren eine vierjährige Lehre bei dem Osnabrücker Bildhauer Heinrich Seling (1843–1912) beginnen. Zuvor hatte er den Hof an seinen Onkel verpachtet und sich um eine Versorgung der Geschwister bemüht. Der jüngste Bruder Clemens folgte später seinem Bruder und wurde auch Bildhauer. 1874 ging Heinrich Weltring nach Berlin zum Bildhauer Heinrich Pohlmann (1839–1917) und studierte an der Berliner Kunstakademie bei Fritz Schaper.

## Erste Arbeiten
Die ersten Auftragswerke in Berlin waren eine Christusfigur und eine Maria-Hilf-Statue für die Kirche in Plantlünne. 1877 stellte er aus Buntsandstein Heiligenfiguren für die Säulen und Skulpturen von Adam und Eva für den Chorraum des Halberstädter Doms her. Dort schuf er zudem einige der Pfeilerfiguren des Hauptschiffs von 1879 bis 1880 unter dem Thema „Helden der Kirchengeschichte“. Nach dem Verkauf des Hofs in Baccum zog Weltring 1880 nach Karlsruhe um, wo er zunächst bei dem Bildhauer Adolf Heer arbeitete.

## Hauptschaffensperiode
Mit der Skulptur Badende (auch als Nymphe bezeichnet) wurde Heinrich Weltring 1883 einem größeren Publikum bekannt. Er fand in Karlsruhe in dem Unternehmer Wilhelm Lorenz einen Mäzen, der ihm auch immer wieder Aufträge vermittelte. So entstanden in dieser Phase großer Schaffenskraft der Violinspieler, die Lünner Krippe, der Nymphenbrunnen für den Erbprinzengarten in Karlsruhe, eine Feuerbach-Büste und weitere Porträtbüsten bedeutender Persönlichkeiten seiner Zeit.
Zwei weitere Erfolge markierten den Höhepunkt seines künstlerischen Schaffens. 1889 entstand die Fischersfrau mit Kind am Strand für die staatliche Kunsthalle in Karlsruhe und 1902 das Hirtenmädchen. Letztere Skulptur wurde von der Stadt Karlsruhe angekauft und steht heute im Stadtgarten. Es kam zu einer Entfremdung zwischen Weltring und seinem Mäzen, danach gingen die Aufträge zurück. Weltrings finanzielle Situation verschlechterte sich zusehends. Er ließ sich als Lehrer für Modellieren an der Malerinnenschule Karlsruhe anstellen und konnte schließlich nur noch mit Steinmetzarbeiten seinen Lebensunterhalt bestreiten. 1908 kehrte Heinrich Weltring mittellos in seine Heimat zurück und fand in Thuine bei seinem Bruder August Weltring, der als Hauptlehrer die dortige Volksschule leitete, ein Zuhause.

## Späte Arbeiten
Die späten Werke haben lediglich eine lokale Bedeutung erreicht. So stellte er in dieser Zeit verschiedene Skulpturen für die Thuiner Pfarrkirche, für das Thuiner Kloster und den Friedhof her. Von seiner handwerklichen Fähigkeit zeugen auch die zwei Kopien der Pieta von Wilhelm Achtermann. Außerdem schuf er einige private Arbeiten.
Bewunderungen fanden auch Weltrings Entwürfe für Kirchenmalereien. Durch ihn nahmen auch Dorfkirchen an der sakralen Kunst teil, was wiederum zu einem Aufschwung im kirchlichen Leben führte. Neben der Pfarrkirche in Thuine, die Heinrich Weltring noch im hohen Alter im spätgotischen Stil künstlerisch gestaltete, war es die katholische Kirche in seinem Geburtsort Baccum, die im Jahr 1910 durch ihn eine kunstvolle Behandlung erfuhr. Diese dem Baustil durchaus angepasste Malerei wich wiederum, wie viele seiner Kunstwerke, vorteilhaft von alten überlieferten Formen ab.
Die Grundfarbe des Gewölbes im Chor war in rötlich-braunem Ton gehalten, der sich nach oben hin zu lichtem blassen Rot entwickelte. Zwischen den Rippen des Sternengewölbes war je eine mit Sternen umgebene Sonne dargestellt, worin die Namen der Engelchöre mit dunklen Buchstaben auf Goldgrund eingetragen waren. Die Ansätze der Gewölbekappen waren mit goldenen Ähren und Trauben ausgefüllt. Die senkrechten Wände im Chor waren bis zum Sockel in weißgrauen Sandsteinquadern abgesetzt.
Von dem in rötlichem Grundton teppichartig bemalten Sockel hoben sich verschiedenfarbige Ornamente ab. Am oberen Rand sah man einen breiten Goldstreifen mit den Anfangsbuchstaben des griechischen Alphabets – Alpha und Omega.
Über dem Eingang zur Sakristei war ein Epitaph angebracht mit dem Bibelspruch: „Lasset uns mit Zuversicht hintreten zum Throne der Gnade, damit wir Barmherzigkeit erlangen“. Der Sockel des Chorbogens war in kräftigen Quadern gehalten. Dieses war die Fortsetzung des in Maßwerksteinen und Ornamenten ausgeführten Bogens und brachte diesen zu einem vorzüglichen Abschluss des Chors. Das Gewölbe des Schiffs hatte einen gelbgrauen Grundton. In den verschiedenen Feldern des Gewölbes waren die Bilder der zwölf Apostel porträtiert. Schön wirkte auch die eigenartige Farbenwahl der Gewölberippen, sie erschienen als eine Seltenheit. Die Ansätze der Gewölbekappen zeigten Rosenornamente, aus denen sich dekorativ Rosenzweige entwickelten. Die Ornamente der Fensternischen bestanden aus farbigem Laubwerk mit violetten Knospen. Der Sockel war teppichartig bemalt. Die Arbeit wurde ausgeführt vom Malermeister Telgkamp aus Freren.
Das letzte Kunstwerk Weltrings war eine Krippe aus Sandstein für die Thuiner Dorfkirche. Heinrich Weltring starb am 24. Mai 1917 und wurde auf dem Thuiner Friedhof begraben.

## Werke (mit heutigem Standort)
- Christusfigur und Maria-Hilf-Statue für die Kirche in Plantlünne, 1874 (Sandstein) – in Lünne
- Adam und Eva im Chorraum des Halberstädter Doms, 1877 (Sandstein) – in der Halberstädter Dombauhütte
- Pfeilerfiguren für das Hauptschiff des Halberstädter Doms, 1879–1880 (Sandstein) – in situ
- Nymphe oder Badende, 1883 (Bronze) – im Emslandmuseum Lingen
- Lünner Krippe, 1884 (Holz) – in der Kirche in Lünne
- Violinspieler, 1885 (Bronze) – Verbleib unbekannt
- Büste des Dichters Viktor von Scheffel, 1885/1886 (Marmor) – Verbleib unbekannt
- Büste des Freiherrn von Drais, 1885/1886 (Marmor) – Verbleib unbekannt
- Büste des Großherzog von Baden, 1885/1886 (Marmor) – Verbleib unbekannt
- Büste des Markgrafen Georg Friederich von Baden, 1885/1886 (Marmor) – Verbleib unbekannt
- zehn Figuren für das Heidelberger Schloss, 1885/1886 (Sandstein) – Heidelberg
- verschiedene Entwürfe für Kunstbrunnen, 1885/1886 – zum Teil Verbleib unbekannt, zum Teil in Karlsruhe
- Nymphengruppe, 1889–1891 (Bronze) – im Erbprinzengarten in Karlsruhe
- Feuerbach-Büste, 1893 (Marmor) – in Karlsruhe
- Porträt an einem Denkmal für den Kunsthistoriker Wilhelm Lübke, 1895 (Bronze) – in Karlsruhe, auf dem Gelände der Universität
- Fischersfrau mit Kind am Strand, 1898 (Bronze) – Staatliche Kunsthalle Karlsruhe
- Hirtenmädchen, 1902 (Bronze) – im Stadtgarten Karlsruhe
- Hl. Heinrich, Hl. Aloysius, Hl. Isidor, 1910/1911 (Gips) – Thuiner Pfarrkirche
- Entwurf zum Hl. Isidor, 1910 – Familie Hermann Brüne, Freren
- Pieta für die Dorfkirche St. Georg (Kopie der Madonna von Wilhelm Achtermann) – in der Thuiner Kirche
- Heinrich II.-Statue, 1910 (Sandstein) – Dorfpark Thuine
- Grabdenkmal für Pastor Einspannier – auf dem alten Friedhof Thuine
- Pieta in einer Klause im Klosterpark Thuine (Kopie der Madonna von Wilhelm Achtermann)
- hl. Antonius – im St.-Georg-Stift in Thuine
- Relief der hl. Cäcilia – Anneliese Köhne, Lingen
- Kruzifix – Anneliese Köhne, Lingen
- Gänseliesel, 1911 – Familie Bernd Robben, Lingen-Gleesen
- Wegkreuz mit Tafel, 1909 – Familie Teepker/Waller, Langen-Rentrup
- Bild der hl. Cäcilia – Familie Klaus Fasselt, Thuine
- verschiedene Aquarelle – Privatbesitz in Berlin
- Krippe für die Thuiner Dorfkirche, 1913 (Sandstein) – in situ

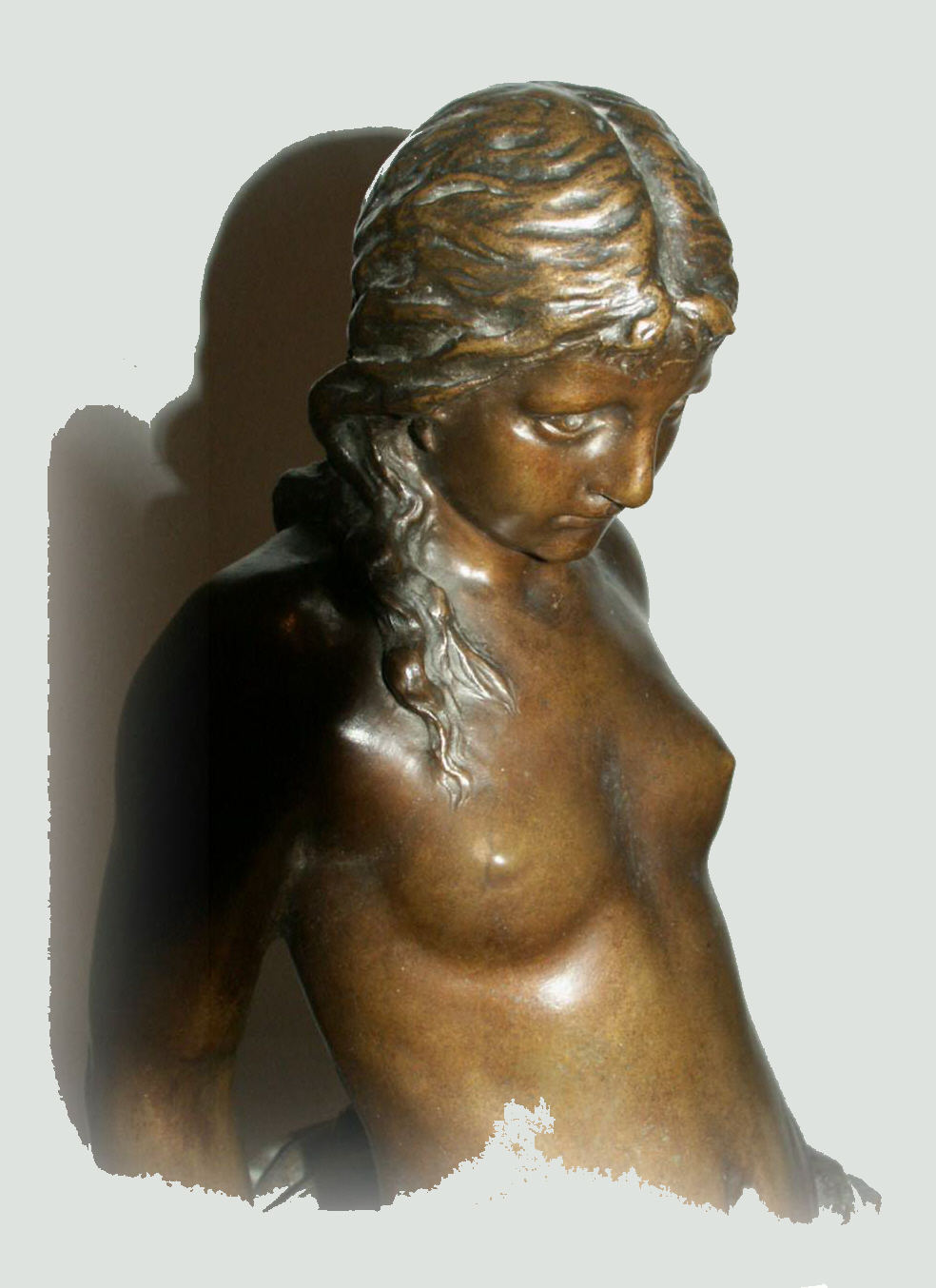
Teilansicht der Nymphe 1883 (Bronze)
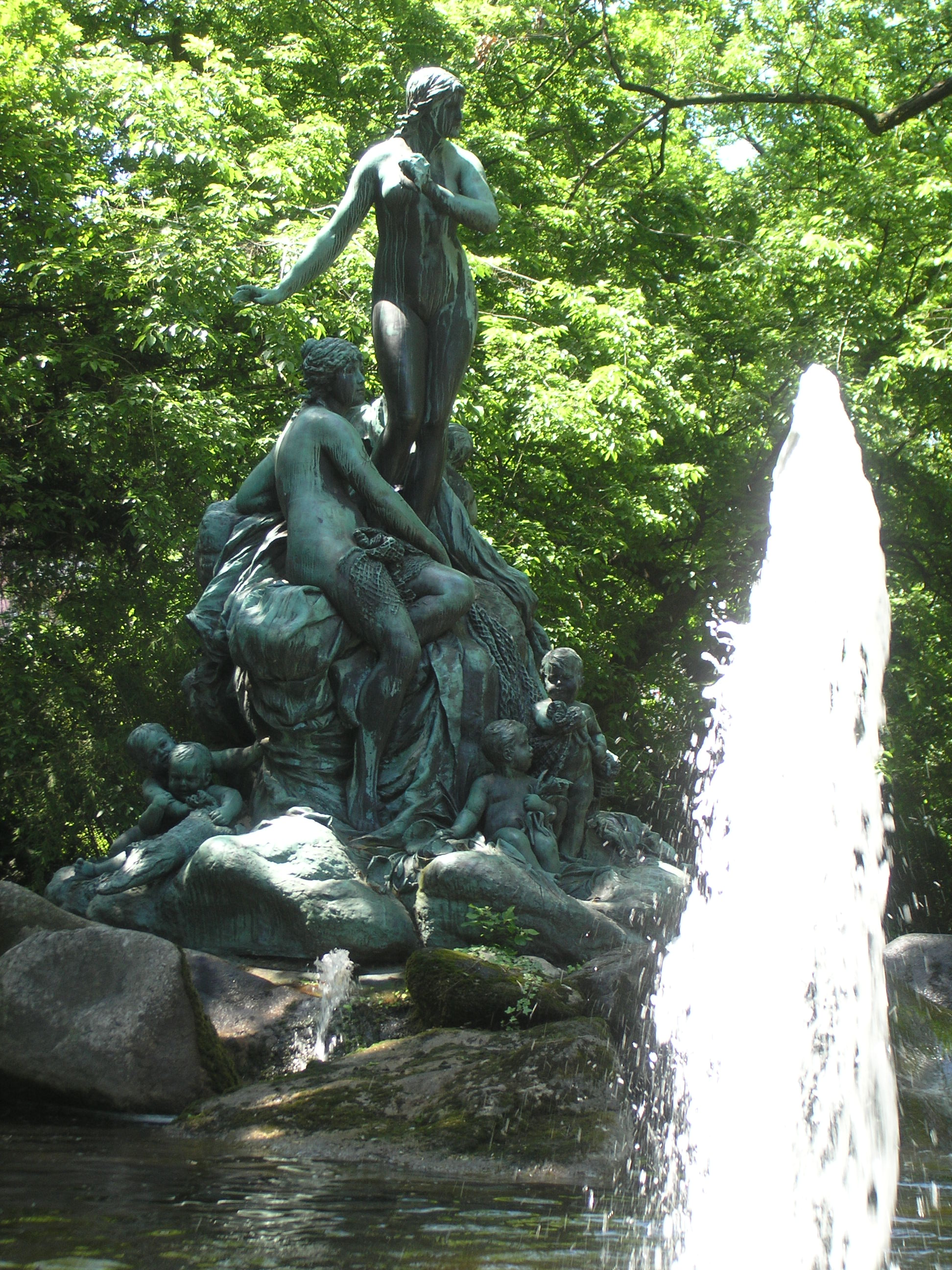
Karlsruher Nymphenbrunnen
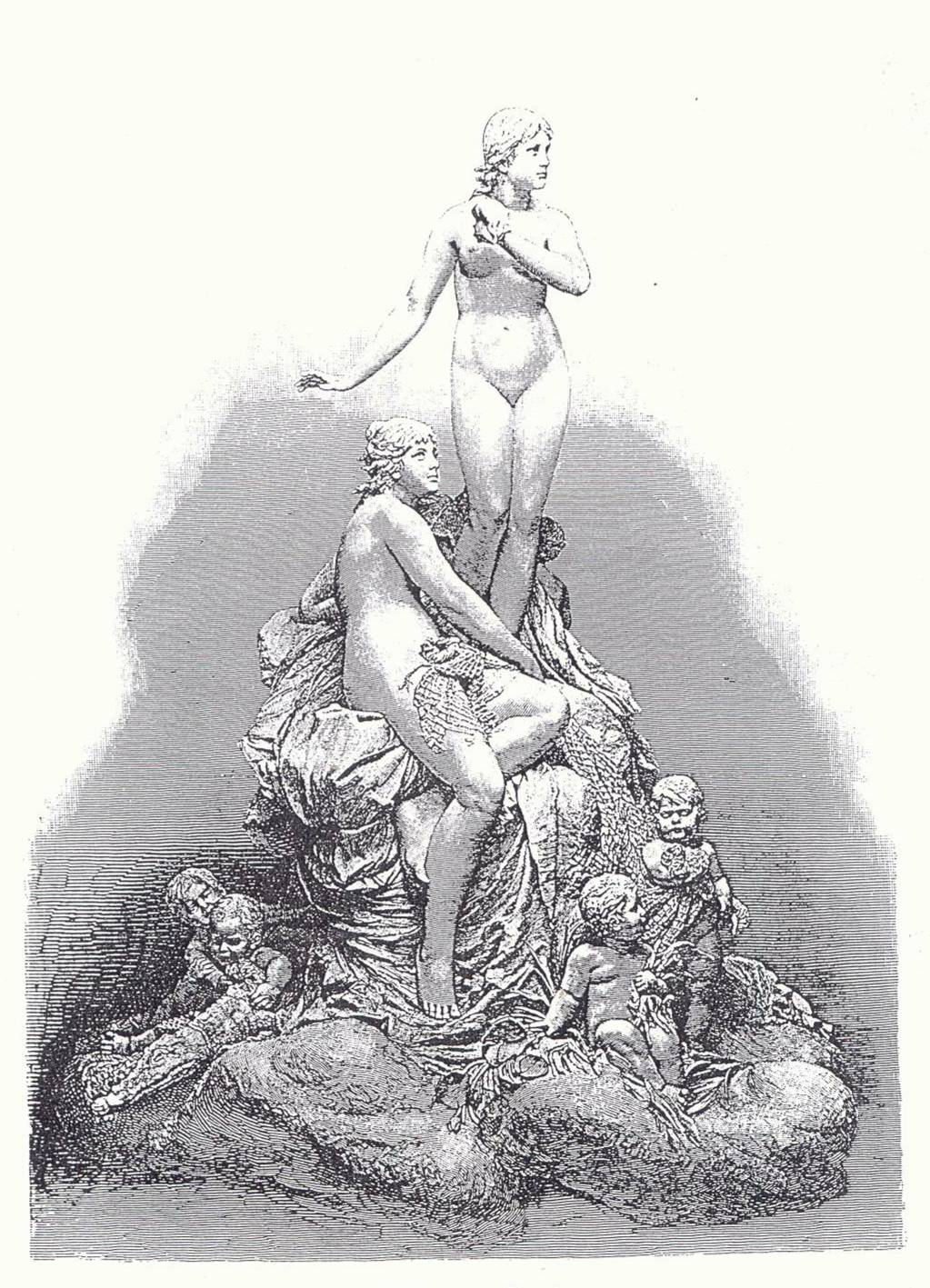
Entwurfszeichnung der Nymphengruppe
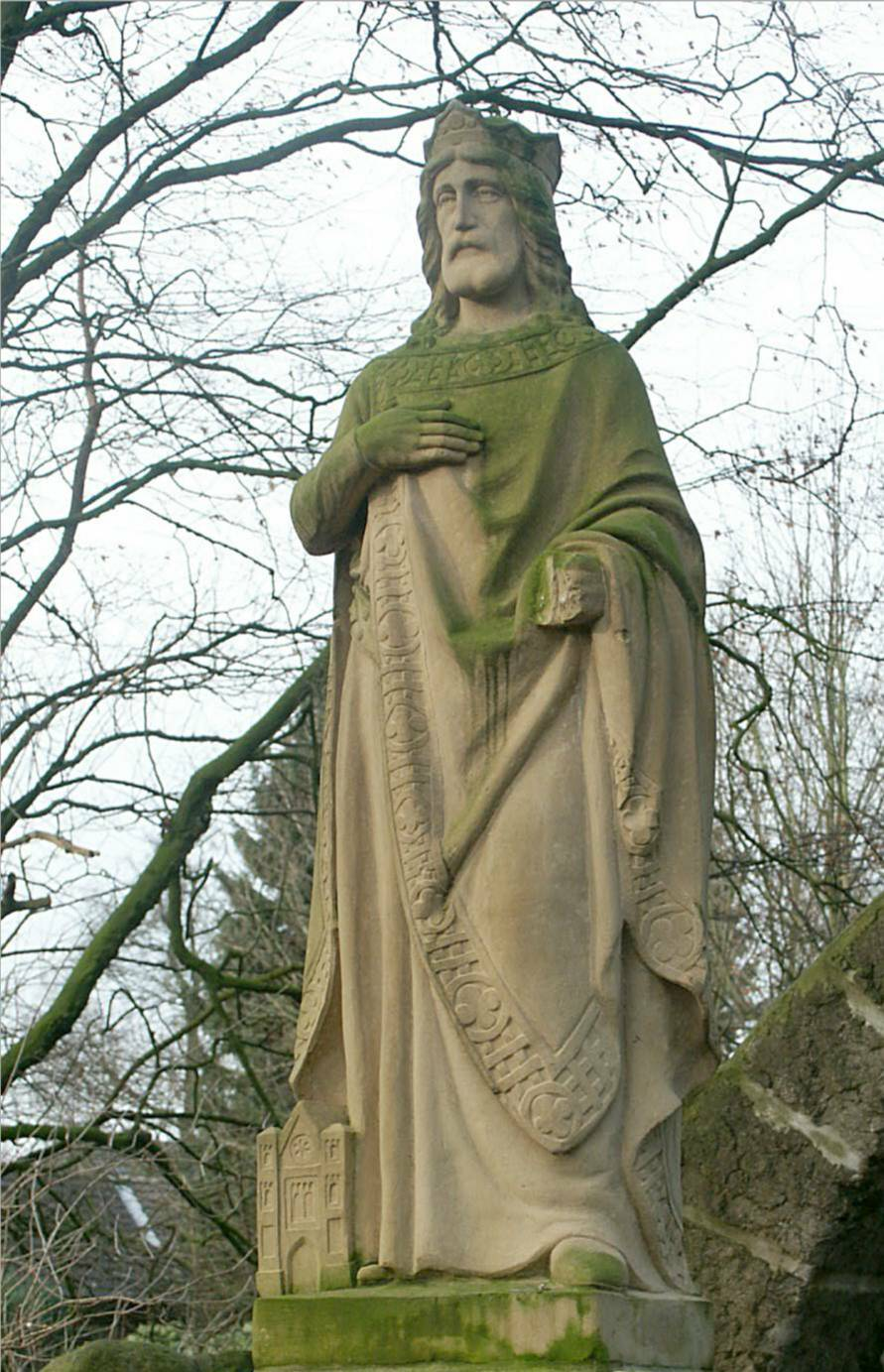
Statue Heinrichs II.